# Omar Daoud
Omar Mohamed Dawood Abulaban (arabisch عمر محمد داوود, DMG ʿUmar Muḥammad Dāwūd; * 6. Juli 1983 in Massa; † 8. Mai 2018 bei Shahhat), auch in der Schreibweise Omar Dawood oder Omar Daoud, war ein libyscher Fußballspieler bevorzugt eingesetzt auf der Position eines Innenverteidigers. Er war zuletzt für den Al-Akhdhar SC und die libysche Fußballnationalmannschaft aktiv.

## Karriere

### Verein
Seine Vereinskarriere begann Daoud in seiner libyschen Heimat, wo er ab dem Jahr 2001 im Kader des Erstligisten Al-Wifak SC aus der Hafenstadt Sabrata stand. In seiner Debütsaison belegte er mit dem Verein jedoch nur einen Platz im Mittelfeld der Tabelle. Auch im Folgejahr konnte er diese Leistung mit der Mannschaft nicht übertreffen. 2003 wechselte er innerhalb der libyschen Premier League zum Konkurrenten Al-Olympique SC. Hier gewann er an der Seite von Bachirou Osséni, Naji Shushan und Abdulsalam Boubakr seine erste Meisterschaft, unterlag jedoch im Finale um den Super Cup mit 5:2 gegen die Auswahl von Al-Ittihad. Ein Jahr später nahm er mit dem Verein am CAF Champions League 2005 teil, wo in der Vorrunde das Team Renaissance FC aus dem Tschad mit 4:3 aus Hin- und Rückspiel bezwungen wurde. Daoud selbst erzielte dabei im Hinspiel in der 80. Minute das Tor zum 2:0-Endstand. In der nächsten Runde musste sich die Mannschaft dem Gegner USM Algier aus Algerien jedoch deutlich mit 0:7 aus Hin- und Rückspiel geschlagen geben.
2005 verließ er erstmals seine libysche Heimat in Richtung Algerien und schloss sich dort dem Erstlistigen JS Kabylie an. Hier gewann er bereits in seiner Debütsaison für den Verein an der Seite von Torhüter Lounès Gaouaoui, Wassiou Oladipupo, und Stürmer Nabil Hemani die Nationale Meisterschaft. Jedoch musste er sich sowohl im Halbfinale des Coupe Nationale (4:2 i. E.) als auch im Finale des Supercoupe der Mannschaft von MC Alger geschlagen geben. Mit der Mannschaft nahm er daraufhin auch an der CAF Champions League 2006 teil, wo in der Vorrunde das Team Al-Ittihad aus Libyen mit 1:5 aus Hin- und Rückspiel bezwungen wurde. Er selbst erzielte dabei im Rückspiel in der 87. Minute per Strafstoß das Tor zum 4:0-Endstand. Nach Siegen gegen den Zanaco FC (1:3 nach Hin- und Rückspiel) und Raja Casablanca (3:2 nach Hin- und Rückspiel) qualifizierte er sich mit der Mannschaft für die Gruppenphase des Viertelfinals. Hier schied er jedoch als Gruppenletzter mit der Auswahl aus dem Wettbewerb aus. Nachdem er mit der Mannschaft 2007 algerischer Vizemeister wurde, kehrte Daoud in seine libysche Heimat zurück.
Hier schloss er sich dem Erstligisten Al-Ahly aus der Hauptstadt Tripolis an und wurde an der Seite von Samer Saeed, Mahdi Karim und Stürmer Osama Salah in seiner Debütsaison für den neuen Verein libyscher Vizemeister. Nach nur einer Saison verließ er den Klub in Richtung Saudi-Arabien, wo er sich dem Erstligisten Al-Wahda anschloss. Erfolge konnte er hier jedoch nicht verzeichnen und so kehrte er 2009 wieder in seine Heimat zurück, wo er sich erneut dem Hauptstadtklub Al-Ahly anschloss. Doch auch hier konnte Daoud nicht mehr an frühere Erfolge anknüpfen und nach einem dritten Platz 2009 und dem Abstieg den Vereins nur ein Jahr später wechselte er zum Ligakonkurrenten Al-Akhdhar SC in die Stadt al-Baida. Doch der ausbrechende Bürgerkrieg in Libyen unterbrach seine Karriere wie die vieler anderer Spieler im Land. Erst im Jahre 2013 wurde der Ligabetrieb wieder aufgenommen, doch einen Vereinstitel konnte Daoud mit dem Verein bis zu seinem Karriereende 2015 nicht mehr gewinnen. Drei Jahre nach seinem Karriereende starb Daoud, in den frühen Morgenstunden des 8. Mai 2018 im Alter von 35 Jahren bei einem Verkehrsunfall in der Region Shahat in Libyen.

### Nationalmannschaft
Sein Debüt für die libysche Fußballnationalmannschaft gab Daoud am 2. Dezember 2005, im Rahmen eines Freundschaftsspiels unter Trainer Ilija Lončarević, gegen die Auswahl der Vereinigten Arabischen Emirate (3:1 i. E.). Hier erzielte er in der 38. Minute die zwischenzeitliche Führung zum 1:0 und damit auch sein erstes Länderspieltor. Ein Jahr später gehörte er neben Jehad Muntasser, Osama Al Hamadi und Stürmer Ahmed Saad Osman zum Aufgebot der Fursan al-Mutawasit beim Afrika-Cup 2006 in Ägypten und kam dabei in den Partien gegen Ägypten (3:0) und Marokko (0:0) zum Einsatz. Er war Teilnehmer an Qualifikationsspielen zur Fußball-Weltmeisterschaft 2010 und der Afrikameisterschaft 2008 und 2012, konnte dabei jedoch keine nennenswerten Erfolge mit der Mannschaft erzielen. Seinen letzten Einsatz im Trikot der Fursan al-Mutawasit bestritt Daoud am 28. November 2011, im Rahmen der Qualifikation zur Afrikameisterschaft 2012 unter Trainer Marcos Paquetá, gegen die Mannschaft der Komoren (3:0).

### Erfolge
Verein
- Libyscher Meister (1): 2004
- Algerischer Meister (1): 2006